# Orune
Orune é uma comuna italiana da região da Sardenha, província de Nuoro, com cerca de 3.029 habitantes. Estende-se por uma área de 128 km², tendo uma densidade populacional de 24 hab/km². Faz fronteira com Benetutti (SS), Bitti, Dorgali, Lula, Nule (SS), Nuoro.

## Demografia
| Variação demográfica do município entre 1861 e 2011                               |
|                                                                                   |
| Fonte: Istituto Nazionale di Statistica (ISTAT) - Elaboração gráfica da Wikipedia |